# Cytherea nucleorum
Cytherea nucleorum är en tvåvingeart som först beskrevs av Becker 1902.  Cytherea nucleorum ingår i släktet Cytherea och familjen svävflugor. Inga underarter finns listade i Catalogue of Life.